# Calamagrostis reflexa
Calamagrostis reflexa är en gräsart som först beskrevs av Joyce Winifred Vickery, och fick sitt nu gällande namn av Rafaël Herman Anna Govaerts. Calamagrostis reflexa ingår i släktet rör, och familjen gräs. Inga underarter finns listade i Catalogue of Life.